# Ozero Hrustal’noe
Ozero Hrustal’noe (englische Transkription von russisch Озеро Хрустальное Osero Chrustalnoje, deutsch ‚Kristallsee‘) ist ein See im ostantarktischen Enderbyland. Am Kopfende der Freeth Bay liegt er östlich des Campbell-Gletschers in den Gory Konovalova.
Russische Wissenschaftler nahmen seine Benennung vor.